# Festuca fabrei
Festuca fabrei är en gräsart som beskrevs av Michel François-Jacques Kerguélen och François Plonka. Festuca fabrei ingår i släktet svinglar, och familjen gräs.
Artens utbredningsområde är Frankrike. Inga underarter finns listade i Catalogue of Life.